# Давітая Феофан Фарнейович
Феофан Фарнейович Давітая (груз. თეოფანე დავითაიაнар. 15 вересня 1911, Екі — пом. 29 червня 1979, Тбілісі) — радянський географ, агрометеоролог і кліматолог. Доктор сільськогосподарських наук з 1951 року, академік АН Грузинської РСР з 1960 року.

## Біографія
Народився 15 вересня 1911 року в селі Екі (тепер муніципалітет Сенакі, мхаре Самеґрело-Земо Сванеті, Грузія). У 1927 році закінчив середню школу в Поті. 1932 року закінчив Всесоюзний інститут субтропічних культур в Тбілісі. Член ВКП(б) з 1939 року. У 1932—1962 роках — на науково-дослідній і викладацькій роботі, зокрема у Всесоюзному інституті рослинництва та Агрогідрометеорологічному інституті (обидва в Ленінграді). Брав участь у Другій світовій війні. Від 1962 року і до смерті — директор Інституту географії імені Вахушті АН Грузинської РСР. У 1970—1979 роках — президент Географічного товариства Грузії; у 1972—1979 роках — віцепрезидент Міжнародного географічного союзу.
Помер в Тбілісі 29 червня 1979 року.

## Наукова діяльність
Працював в області загальної сільськогосподарської кліматології, агрометеорології, географії сільського господарства з проблем захисту і перетворення природи. Велика заслуга Давітая належить у теоретичному обґрунтуванні методів боротьби з несприятливими умовами клімату і погоди. Розробив методику агрокліматичного районування та сільськогосподарської оцінки клімату, вивчив кліматичні зони винограду в СРСР. Автор понад 300 наукових праць, у тому числі 12 монографій. Серед робіт:
- Климатические зоны винограда в СССР. Москва; Ленинград, 1938;
- Климатические зоны винограда в СССР. — 2-е изд. — Москва, 1948;
- Климат и качество вин на Южном берегу Крыма // Виноделие и виноградарство СССР. 1947. № 11;
- Микроклиматические особенности Южного берега Крыма // Там само. 1948. № 5;
- Исследование климатов винограда в СССР и обоснование их практического использования. — М.—Л., 1952;
- Климатические показатели сырьевой базы виноградовинодельческой промышленности // Тр. ВНИИ винограда и вина «Магарач». 1959. Т. 6, вып. 1;
- Атмосфера и биосфера — прошлое, настоящее, будущее. — Л., 1975.

## Відзнаки
- Заслужений діяч науки Грузинської РСР (1966);
- Державна премія СРСР (1973, 1978);
- Державна премія Грузинської РСР (1971);
- Нагороджений:
  - орденом Вітчизняної війни 2-го ступеня (21 жовтня 1944);
  - двома орденами Червоної Зірки (28 липня 1943 і 16 червня 1945);
  - двома орденами «Знак Пошани»;
  - медаллю «За оборону Ленінграда» (22 грудня 1942);
  - медаллю «За перемогу над Німеччиною у Великій Вітчизняній війні 1941—1945 рр.» (9 травня 1945)[2].